# Caterina Davinio

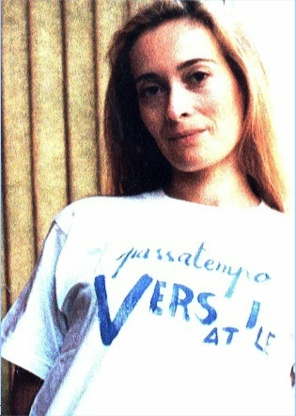
Caterina Davinio en 1990. Obra: Poetry T-Shirt Series. Foto: Leonardo Sergun, Roma 1990.

Caterina Davinio, nombre artístico de Maria Caterina Invidia (nacida en Foggia, Apulia, Italia, el 25 de noviembre de 1957) es una poeta, novelista y artista multimedia italiana. Autora de arte digital, net.art, videoarte, ella es la creadora de la Net-poetry (poesía de la red) en 1998.

## Biografía
Nacida en Foggia, en 1957, vivía en Roma desde 1962 hasta 1996, donde estudió literatura, historia del arte y obtuvo una licenciatura en literatura italiana. En Roma frecuenta el circuito de la poesía y del arte experimentales. Desde 1997 vive en Lombardía, Italia, Monza (MI) y Lecco (LC), trabajando en el ámbito internacional.
Pionera del de la poesía electrónica italiana a principio de los años 1990, en el campo experimental entre la escritura, la representación visual y los nuevos medios de comunicación, utiliza la computadora, vídeo, fotografía digital, Internet.
Autora de novelas, de libros de poesía y poesía concreta, de ensayos, artista visual. Ella creó también trabajos con técnicas tradicionales, como la pintura.
Su arte ha sido presentada en numerosos países del mundo, siete veces en la Biennale de Venecia, donde ella también trabajó como comisaria, y donde en 1997 exhibió para la primera vez poesía digital animada, en VeneziaPoesia.
Con una serie de iniciativas curatoriales de Caterina Davinio en Italia, desde 1992, fue creado un puente entre la poesía experimental y el circuito del videoarte y el arte electrónico.

## Arte digital y video
- Nude that Falls Down the Stairs - Tribute to Marcel Duchamp, animación digital, en "Doc(k)s", revista en papel y CD, 1999, Ajaccio, F, ISSN Doc(k)s 0396/3004, commission paritaire 52 841
- Caterina Davinio for Alan Bowman's Fried/Frozen Events 2003, video digital - performance. Para un proyecto del artista Fluxus Alan Bowman. Publicado en "Doc(ks)", revista en papel y CD, 2004, Ajaccio, F, ISSN Doc(k)s 0396/3004, commission paritaire 52 841
- Centomilamodi di... Perdere la Testa, animación digital, Premio Art Gallery, revista “MC MIcrocomputer”, Roma 1992
- Dialogie al Metroquadro, animaciones digitales, Roma 1994-95
- Eventi Metropolitani, animación digital, Roma 1995
- Videopoesie Terminali, serie de videos y computer poetry, Roma y Bergamo 1996-97
  - La casa-teatro di Sade (De Sade Theatre-Home), Roma 1996
  - Zinskij, l'ultima lettera (Zinskij, the Last Letter), Roma 1996
  - Natura contro natura (Nature Against Nature), Roma 1996
  - Il nemico (The Enemy), Bergamo 1997
- U.F.O.P., Unidentified Flying Poetry Objects, animaciones digitales, Monza 1999
  - Tribute to Munch, 1999
  - Tribute to Magritte, 1999
  - Tribute to Duchamp, 1999
  - Tribute to Julien Blaine, 1999
  - Tribute to Bartolomé Ferrando, 1999
  - Self-Portrait of the Artist as Time, 1999
- Fluxus Trilogy, tres obras de vídeo para un proyecto de Charles Dreyfus, Lecco 2002
  - Movember 16th, 2002
  - Movember 20th, 2002
  - Other Fluxes and Small Decadence, 2002
- Caterina Davinio for Alan Bowman Fried/Frozen Events 2003, video-performance, Lecco 2003
- Poem in Red (dedicado al automóvil Ferrari Modena), video digital, Lecco 2005
- Milady Smiles. Dedicated to Jaguar E, video digital, CH/ Lecco (I) 2007
- Nature Obscure, fotografía digital y serie de videos, Lecco 2007
  - Knives, 2007
  - Nature_Obscure, 2007
- Ma-mma, video digital, 2008
- Big Splash, video digital e instalación, 2009
- Cracks in Memory, video digital, 2009
- Goa Radio Station from North Pole - Self-Portrait, vídeo digital y fotografía, 2010; con música de Mirko Lalit Egger
- The First Poetry Space Shuttle Landing on Second Life, video digital y Second Life, 2010; con música de Mirko Lalit Egger
- Finally I Remember, vídeo digital y fotografía, 2010; con música del grupo de rock The NUV

### Video en línea
- Archaeo Computer Poetry on YouTube

## Exposiciones
Caterina Davinio ha participado en más de trescientas exposiciones en muchos países del mundo, incluyendo:
Biennale de Lyon (dos ediciones), Biennale di Venezia (en siete ediciones donde también trabajó como comisaria), Athens Biennial, Poliphonyx (Barcelona y París), ParmaPoesia, RomaPoesia, VeneziaPoesia (Nanni Balestrini comisario), Biennale di arti elettroniche, cinema e televisione de Roma (Marco Maria Gazzano comisario), Le tribù dell'Arte (Tribù del video e della performance, Roma, Galleria Comunale d'Arte Moderna e Contemporanea. Achille Bonito Oliva comisario), Artmedia (Universidad de Salerno, Mario Costa comisario).

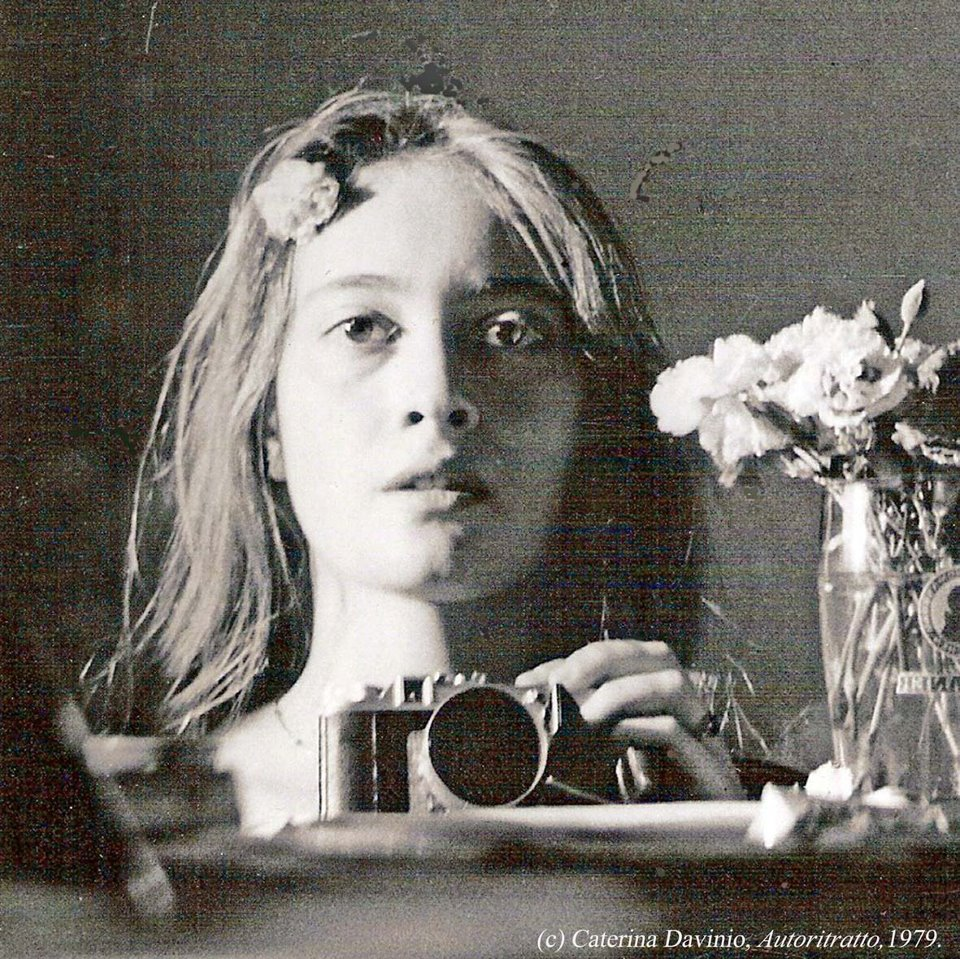
Caterina Davinio, Autorretrato, Múnich 1979.

## Listado de publicaciones

### Novelas
- Còlor Còlor, Campanotto Editore, Pasian di Prato - UD 1998, ISBN 88-456-0072-6
- Il sofà sui binari, Puntoacapo Editrice, 2013. ISBN 978-88-6679-137-9
- Sensibìlia, Giuliano Ladolfi Editore, nota crítica de Giorgio Patrizi, Borgomanero, 2015. ISBN 978-88-6644-226-4
- Il nulla ha gli occhi azzurri, Effigie, epílogo de Francesco Muzzioli, 2017. ISBN 978-88-9764-885-7

### Libros de poesía
- Fenomenologie seriali / Serial Phenomenologies, poemas con traducción inglés; epílogo de Francesco Muzzioli; nota crítica de David W. Seaman; Campanotto Editore, Pasian di Prato - UD 2010, ISBN 978-88-456-1188-9
- Il libro dell'oppio (1975 - 1990), epílogo de Mauro Ferrari; Puntoacapo Editrice, Novi Ligure 2012, ISBN 978-88-6679-110-2
- Aspettando la fine del mondo / Waiting for the End of the World, poemas con traducción inglés; epílogo de Erminia Passannanti y nota crítica de David W. Seaman, Fermenti, Roma 2012, ISBN 978-88-97171-30-0
- Fatti deprecabili. Poesie e performance dal 1971 al 1996, con ensayos críticos de Dante Maffia y de I. Mugnaini, ArteMuse (David&Matthaus), Serrungarina(PU), 2015. ISBN 978-88-6984-038-8
- Alieni in safari - Aliens on Safari, poemas con traducción inglés y fotografía; traducción Inglés de Caterina Davinio y David W. Seaman; nota crítica de Francesco Muzzioli, Robin, serie editorial: Robin&Sons, Roma 2016. ISBN 978-88-6740-801-6
- Rumors & Motors. Concetti di poesia - Concepts of Poetry, poesía digital, ilustrada, color, con críticas de: Jorge Luiz Antonio, Francesco Muzzioli, Lamberto Pignotti, Texto italiano-inglés y parcialmente en portugués, Campanotto, Pasian di Prato (UD) 2016. ISBN 978-88-456-1525-2
- Erranze e altri demoni - Drifting and Other Daemons , poemas en italiano, con traducción al inglés del autor, y 102 fotografías en blanco y negro; con ensayos críticos de Luca Benassi, Ivano Mugnaini, David W. Seaman, serie editorial: Robin&Sons, Robin, Roma 2018. ISBN 978-88-7274-247-1

### Ensayos y más
- Tecno-Poesía e realtà virtuali / Techno-Poetry and Virtual Realities, ensayo con traducción Inglés. Prólogo de Eugenio Miccini. Serie Archivio della Poesia del 900, Sometti, Mantova 2002, ISBN 8888091858, ISBN 9788888091853
- Virtual Mercury House. Planetary & Interplanetary Events, libro y DVD, con traducción Inglés, Polìmata, Roma 2012, ISBN 978-88-96760-26-0
- Caterina Davinio, Big Splash Network Poetico, Fermenti, Roma 2015 ISBN 978-88-97171-59-1
- Davinio, pintura, catálogo, Parametro, Roma 1990
- Caterina Davinio, "Serial Phenomenologies", poemas, en "Generatorpress12", 2002, Cleveland (OH) USA, John Byrum Editor. "Generatorpress12" is an on line review evolving from November 2002 through April 2004. In June, 2004, a CD version of Generator 12 is funded through a grant from the Ohio Arts Council.
- Caterina Davinio, Paint from Nature, performance de net-art dedicada al atentado a las Torres Gemelas de Nueva York. En "Doc(k)s", revista y CD, 2001, Ajaccio, F, ISSN Doc(k)s 0396/3004, commission paritaire 52 841
- Caterina Davinio, “Fenomenologie seriali”, poesía e imágenes digitales, en: "Tellus" 24-25, Scritture Celesti (S. Cassiano Valchiavenna - SO, I), Ed. Labos, 2003, ISSN 1124-1276
- Caterina Davinio, fotografía digital y poemas de "Serial Phenomenologies", en: "BoXoN - TAPIN on line" (F), Julien D'Abrigeon Editor, 2002
- Caterina Davinio, "Performance in evoluzione. Dalla centralità del corpo alla realtà virtuale", en "Paese Será" diario, 14 de julio de 1992
- Caterina Davinio, en: "Tellus 26" Vite con ribellioni rinomate e sconosciute, Labos, (I) noviembre de 2004, ISSN 1124-1276
- Caterina Davinio, "Scritture/Realtà virtuali", en Scritture/Realtà, actas de la conferencia, Milán 2002 también publicado en "Karenina.it" (on line) y "Doc(k)s" (on line y CD ROM).
- Caterina Davinio, "La poesía video-visiva tra arte elettronica e avanguardia letteraria", ensayo, en "Doc(K)s" revista (F), 1999, ISSN Doc(k)s 0396/3004, commission paritaire 52 841.
- Caterina Davinio, "Net-Performance: Processes and Visible Form", en "Doc(k)s", 2004, Ajaccio, F, ISSN Doc(k)s 0396/3004, commission paritaire 52 841.

## Vida personal
Estudiante de la Facultad de Humanidades de la Universidad La Sapienza de Roma, en 1977, participó en el Movimiento de 1977 y la ocupación de la facultad.
Davinio experimentó una joven vida turbulenta marcada por las drogas y la adicción a la heroína; esta experiencia es evidente en muchas de sus obras literarias, sobre todo en Il libro dell'oppio 1975 – 1990 (El libro del opio 1975 - 1990). 
En 1980, se casó con el empresario turco Levent Muharrem Sergün en Roma y se trasladó a Múnich y Estambul; en 1982 su hijo Leonardo nació en Roma. Después del divorcio, en 1984, Caterina se casó con Claudio Preziosi en Roma en 1986, dando a luz en el mismo año, su hijo Riccardo Amedeo.
Amante de los viajes, Davinio ha dedicado a la India, África y muchos otros lugares obras de poesía y fotografía.
Ella tiene nueve tatuajes realizados en sus viajes, entre ellos tres Sak Yant, tatuajes tradicional del sudeste de Asia.